# Incakaketoe
De incakaketoe (Cacatua leadbeateri; synoniem:  Lophochroa leadbeateri) is een vogel uit de orde der papegaaien en uit de familie der kaketoes. De vogel werd in 1831 door de Ierse vogelkundige  Nicholas Aylward Vigors geldig beschreven. Deze kaketoe is lang ingedeeld geweest bij een ander geslacht, maar na onderzoek gepubliceerd in 2018 is toch besloten de soort als behorend tot het geslacht Cacatua op de IOC World Bird List te plaatsen.

## Uiterlijk
Deze opvallende kaketoe heeft witte veren op de vleugels, rug, staart en buik welke naar de nek overgaat in een zachte zalmroze kleur. Soms is de buik eveneens zalmroze van kleur. De kuif heeft een opvallende helderrode, gele en witte kleur. De relatief kleine maar krachtige snavel en poten zijn lichtgrijs gekleurd evenals de dunne oogringen. De vogel wordt ongeveer 35 cm groot en weegt tussen de 365 tot 425 gram.

## Voedsel
Het voedsel van deze kaketoe soort is voornamelijk vegetarisch. Het dieet bestaat uit bessen, zaden, vruchten, bloemen, knoppen, wortels en noten aangevuld met insecten en larven.

## Voortplanting
Vrouwtjes zijn vanaf hun tweede levensjaar geslachtsrijp en mannetjes vanaf hun derde levensjaar. Eenmaal paartjes gevormd blijven de vogels gedurende de rest van hun leven bij elkaar. Nestruimtes tussen broedende koppeltjes liggen altijd ver van elkaar. De minimale afstand bedraagt één kilometer maar de gemiddelde afstand ligt zelfs op bijna 2,5 kilometer van elkaar. Nesten liggen meestal in boomholtes op een hoogte vanaf 8 meter van de grond en zijn ongeveer 1 meter diep. De bodem van het nest wordt bedekt met 3 tot 5 centimeter houtsnippers.
Het broedseizoen loopt in de periode van augustus tot december. Het vrouwtje legt dan meestal tussen de 1 tot 5 eieren welke na een incubatietijd van 23 tot 24 dagen uitkomen. Beide ouders broeden zowel de eieren uit en voeden de jongen op. Na ongeveer 57 dagen verlaten de jongen voor het eerst het nest. Zodra de jongen volwassen zijn zoeken ze het gezelschap op van andere nog niet geslachtrijpe jonge vogels.

## Leefomgeving
De incakaketoe is endemisch in Australië. Hij komt in een groot gedeelte van de drogere bosrijke gebieden van met name oostelijk Australië het centrale deel van westelijk Australië. In de omgeving van Adelaide en de Mount Mary Plains komt hij sinds de jaren 50 van de twintigste eeuw niet meer voor. De populatie in het noordwesten van Victoria en het westelijke deel van New South Wales is sterk in aantal afgenomen. Ondanks de afname is er momenteel nog sprake van een gezonde populatie. De vogels geven de voorkeur aan de drogere bosrijke gebieden met Callitris, Allocasuarina en Eucalyptus.
De soort telt twee ondersoorten:
- C. l. mollis: centraal en zuidwestelijk Australië.
- C. l. leadbeateri: het oostelijke deel van Centraal-Australië.

## Cookie

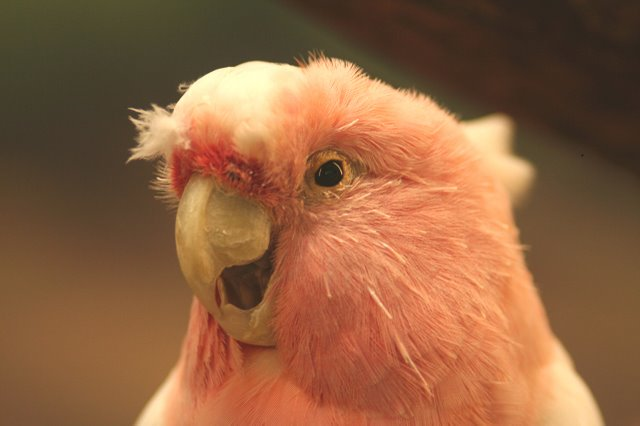
Cookie in de Illinois' Brookfield Zoo

Een van de bekendste incakaketoes was "Cookie", een inwoner van de Brookfield Zoo in de omgeving van Chicago. Cookie was al sinds de opening in 1934 een vaste bewoner van het park en overleed in 2016, 83 jaar oud. Het mannetje werd veel ouder dan de gemiddelde levensverwachting van deze vogelsoort, die ligt tussen de 40 tot 60 jaar in gevangenschap. Cookie kroop uit het ei in juni 1933 in Taronga Zoo in Sydney.

## In gevangenschap
De incakaketoe is een soort die moeilijk in gevangenschap te houden is. Zelfs als de vogels met de hand worden grootgebracht worden de vogels moeilijk handtam en ontwikkelen ze meestal geen nauwe band met hun verzorgers. De vogels zijn tevens luidruchtig. De volière van de vogel moet stevig zijn omdat de krachtige snavel zonder problemen door normaal gaas kan bijten. Broedparen kunnen tijdens het broedseizoen erg agressief reageren.

## Afbeeldingen

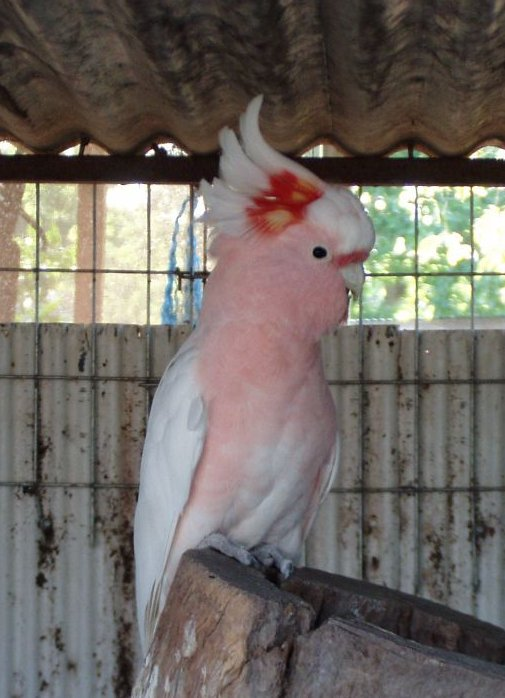
In gevangenschap
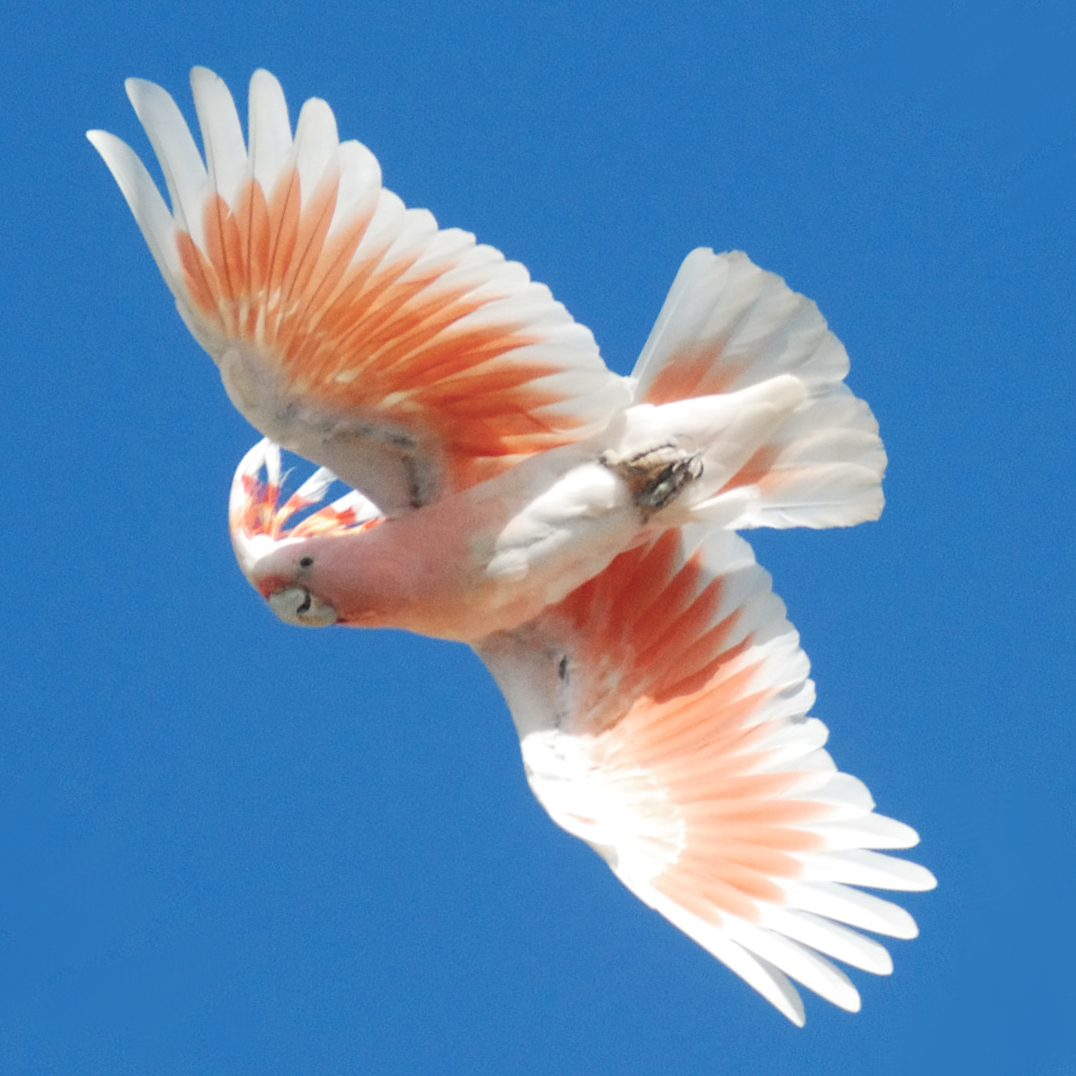
Incakaketoe in vlucht
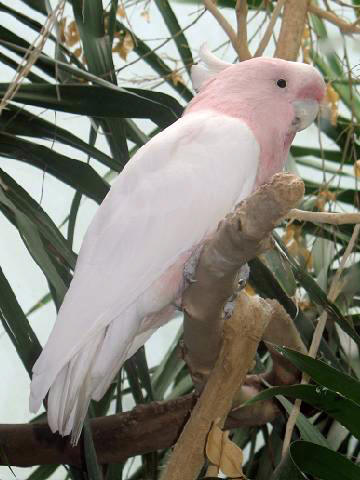
Met de kuif plat
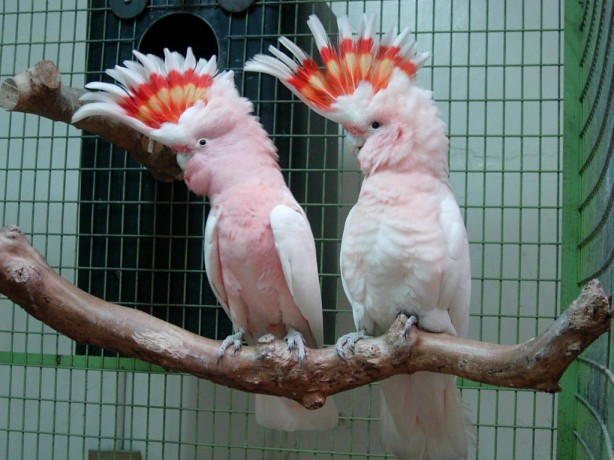
Een broedkoppel in gevangenschap